# Pont de Molins (kommun)
Pont de Molins är en kommun i Spanien.   Den ligger i provinsen Província de Girona och regionen Katalonien, i den östra delen av landet, 600 km öster om huvudstaden Madrid. Antalet invånare är 538. Arean är 8,7 kvadratkilometer. Pont de Molins gränsar till Biure, Masarac, Cabanes, Llers och Boadella i les Escaules. 
Terrängen i Pont de Molins är platt.